# Parti du centre social (Maroc)
Le Parti du centre social (PCS) est un parti politique marocain créé le 4 août 1982. Il a repris ses activités politiques en 1999 à la suite d'un congrès extraordinaire, mais, il est peu présent sur la scène politique marocaine.

## Présidence
- Secrétaire général : Lahcen Madih.
- Secrétaire général adjoint : Ahmed Igna
- Secrétaire général adjoint : Joseph Levy

## Histoire
Le 17 novembre 2012, Lahcen Madih a été réélu à la tête du parti, lors de la tenue du quatrième congrès national ordinaire du PCS.
Le parti est représenté par un seul membre dans la chambre des conseillers.

## Personnalités liées
- Maguy Kakon (1953-), auteure et femme politique marocaine.